# Malaika delicatula
Malaika delicatula is een spinnensoort uit de familie Phyxelididae. De soort komt voor in Zuid-Afrika.